# Thymus willkommii
Thymus willkommii (чебрець Вількома) — вид рослин родини глухокропивові (Lamiaceae), ендемік Іспанії. Вид названо на честь Генріха Моріца Вількома (нім. Heinrich Moritz Willkomm, 1821–1895) — німецького ботаніка, академіка.

## Опис
Листки 5–7 × 2–3 мм. Квіти не формують чітких суцвіттях. Утворює довгі, стрункі, деревні, трохи підняті або повзучі стебла. Квітконосні стебла волохаті, довжиною від 2 до 5 см. Листки від яйцюватих до яйцювато-еліптичних, голі й невійчасті; бічні жилки досить непомітні. Псевдосуцвіття складаються з 2–6 квітів. Приквітки подібні до квітів. Чашечка довжиною 4–5 мм, трубка майже циліндрична і приблизно завдовжки з губи і рідко волохата. Пелюстки довжиною 6–7 мм.

## Поширення
Ендемік Іспанії.
Росте на вапняному субстраті на висотах 800–1450 м у східній Іспанії.